# Reprezentacja Niemiec w piłce wodnej kobiet
Reprezentacja Niemiec w piłce wodnej kobiet – zespół, biorący udział w imieniu Niemiec w meczach i sportowych imprezach międzynarodowych w piłce wodnej, powoływany przez selekcjonera, w którym mogą występować wyłącznie zawodnicy posiadający obywatelstwo niemieckie. Za jej funkcjonowanie odpowiedzialny jest Niemiecki Związek Pływacki (DSV), który jest członkiem Międzynarodowej Federacji Pływackiej.